# Sara Marín (cantautora)
Sara Marín López, conocida artísticamente como Sara Marín (Jerez de la Frontera, Cádiz. 27 de noviembre de 1983), es una cantautora española de pop-rock, intérprete de guitarra y voz.
Entre los años 2005 y 2012 formó parte de la banda de pop “Varianza” con la que grabó varias maquetas y visitó diversos escenarios de la geografía española. Tras la disolución del grupo, a partir de 2012,  inició su carrera en solitario como Sara Marín y graba dos discos de temas propios.

## Biografía
Nació en Jerez de la Frontera, pero su crianza se repartió entre su ciudad natal y los pueblos originarios de sus padres, La Barca de la Florida y Paterna de Rivera. (Cádiz). Hija de profesores. Recibió su educación primaria en el Colegio Antonio Machado y la secundaria en el instituto Padre Luis Coloma. 
Desde pequeña ha tenido contacto con las actividades artísticas, inclinándose por la pintura, la escritura y la música.  Recibe algunos premios de poesía y de pintura al óleo en edades tempranas.
A los 14 años recibió clases particulares de guitarra flamenca durante dos cursos, continuando después su formación de manera autodidacta con la guitarra acústica y tocando otros estilos musicales.
Con 17 años se trasladó a Sevilla para estudiar la licenciatura de Psicología, produciéndose paralelamente sus primeros contactos con el mundo de la música. Una vez finalizados sus estudios académicos siguió su estancia en Sevilla hasta 2016.

## Trayectoria

### Primeros Pasos. Varianza.
Sus primeras canciones las compuso con 19 años. En 2005 creó junto a unos amigos una banda de pop llamada Varianza, compuesta por 3 chicos y 3 chicas. Grabaron 4 maquetas y dieron multitud de conciertos, muchos de ellos en salas como: Sala Q (Sevilla), Sala Siroco (Madrid), parque temático Isla Mágica, Festival LolliPop, etc. Sus canciones eran pop-rock.
En 2012, tras la disolución del grupo, Sara Marín decide emprender su carrera en solitario. En sus nuevas composiciones se inclina por una mezcla de estilos: pop, rock y country.  En febrero de 2012 se hace con la guitarra acústica que le sigue acompañando en todos sus conciertos, a la que nombra “Martina” (Martin OMC16REAURA).
Grabó una maqueta en diciembre de 2012 con 4 canciones a guitarra y voz y comenzó a moverse por escenarios. También colaboró en diversos actos benéficos.

### 2013- 2015: Primer disco
Tras muchos meses de trabajo, toma la decisión de grabar su primer disco y funda su propia banda. Bajo la producción de Álvaro Gandul, entra en su estudio de Alcalá de Guadaíra (EstudiosGandul) en octubre de 2013 para la creación de su álbum debut “A mil kilómetros”, disco con el que consigue abrirse las primeras puertas en el panorama musical español (Con 12 temas propios). Contó con la colaboración de músicos de dilatada trayectoria como: Víctor Gaitán (Guitarras eléctricas y coros), José Llamas (Bajos y coros), Daniel Galiano (Baterías) y Álvaro Gandul (Teclados y coros). Ella graba las guitarras acústicas, la voz y muchos de los coros.
En marzo se lleva a cabo la grabación de su primer videoclip “De tanto esperarte” con Producciones Cuatro Visiones y se hace su primer reportaje fotográfico. El diseño del libreto lo realizó junto a David Román. Los videoclips posteriores también son editados con la misma productora.
En mayo de 2014 entra a formar parte del catálogo de la discográfica Avispa Music (Madrid). Y en junio de 2014 sale a la venta “A mil kilómetros” en todas las tiendas físicas y plataformas digitales, obteniendo muy buenas críticas.
También en junio de 2014 su primer sencillo empieza a sonar en diferentes emisoras, destacando Canal Fiesta Radio (Andalucía), que en octubre de 2014 la nombran “Artista revelación”. Y con su segundo sencillo, “A mil kilómetros” (titulado como el disco) alcanza el número 1 de la lista del Top50 en enero de 2015.
Cuentan con ella para el programa de Noche Vieja y el del día de Andalucía de Canal Sur televisión.
Actúa en diferentes salas de conciertos como Sala Malandar, Libertad8, Búho Real, La Sal… Forma parte del cartel del Festimad 2015 (Madrid) y es telonera de la artista Rozalén en el festival “No me sueltes 2015” de Torrijos (Toledo).
En junio de 2015 la nombran componente del jurado de “Se llama Copla Junior” de Canal Sur Televisión, (concurso de menores intérpretes de canciones de todo tipo de estilos musicales) con emisión hasta finales de septiembre, junto al artista Hugo Salazar y otros compañeros de profesión (Argentina, María Parrado y Juan Valderrama entre otros). El programa es conducido por Eva González.

### 2015-2016: Segundo disco
En octubre de 2015 la artista se sumerge en la grabación de su segundo disco “Vértigo” bajo la producción de Jordi Cristau, en los estudios Sputnik (Sevilla). Vuelve a contar con la colaboración de grandes músicos: Víctor Gaitán (Guitarras y coros), José Llamas (Bajos), David López (Baterías), Álvaro Gandul (maquetación y teclados) y Jordi Cristau (teclados y coros). 
Para la elaboración del diseño del disco, las fotografías y los videoclips Sara Marín cuenta de nuevo con la cooperación de David Román. Para los efectos del grafismo de los vídeos cuenta con Tillo. 
Vuelve a participar en el programa de Fin de año y de Nochebuena de Canal Sur televisión.
En febrero de 2016 entra a formar parte del catálogo de la discográfica Warner Music Spain (Madrid), siendo un salto cualitativo en su carrera. Su segundo disco salió a la luz en mayo de 2016 en todas las plataformas digitales y tiendas físicas del país.
El gran paso a nivel de composición y la definición de estilo se plasma en las 11 canciones propias que componen el álbum, con una elaboración más madura y trasfondo roquero.
Las presentaciones en directo fueron en la Sala Malandar en Sevilla y en la Fundación Cajasol en Cádiz, junto a su banda.
En junio de 2016 su segundo sencillo “Vértigo” (titulado como el disco) comienza a sonar también en Cadena Dial.

### 2016-2018
En 2016 la artista se traslada a Madrid y empieza a colaborar con la productora de teatro Amira Producciones, creándole guiones de musicales y sus correspondientes canciones. Se inicia así como dramaturga. 
Paralelamente sigue dando conciertos y dándose a conocer en la capital más a fondo.
También compone e interpreta la canción de la banda sonora de la serie documental "Memorial del silencio" emitida en Canal Sur Televisión. 
Sencillo titulado "No hay olvido".

### 2019-2020
Sara Marín se traslada a la Ciudad de México para seguir creciendo musicalmente. Quiere fusionar su estilo pop con la fuerte vertiente urbana del país mexicano.
Conoce a su último productor, un venezolano llamado Neiko, con el que produce sus últimos sencillos.
También se hace de su nueva guitarra electro acústica "Lupita", una Taylor mini que la acompaña en todos sus movimientos

### 2021-2023
En septiembre de 2021 lanza su primer sencillo "Amores de un rato", donde logra ese combinado de pop español, con toques de sus raíces andaluzas y el urbano mexicano. Bajo el sello de Onerpm México, la artista consigue medio millón de reproducciones en Youtube y más de 200.000 escuchas en Spotify. 
Firma con Alacrán Entertainment, con el mánager Joaquín Barona. 
En febrero de 2022 lanza su siguiente sencillo "Todo Contigo", siguiendo la misma línea de producción. Recorre todo el país haciendo promoción y dando conciertos en directo. 
En junio de 2022 lanza su tercer sencillo "Fiebre", y con éste, comienza a sonar en la emisora de radio "Vox pop" a nivel nacional. 
Actualmente, acaba de firmar con su nueva mánager Érika Niert, y está de gira de conciertos. 
Para 2024 trae nuevo sencillo y muchas novedades.

## Discografía

### Álbumes de estudio
- A Mil Kilómetros (2014)
- Vértigo (2016)

### Sencillos
- De tanto esperarte (2014)
- A mil kilómetros (2014)
- Más de lo que puedo pedir (2015)
- Incendio (2015)
- Vértigo (2016)
- No hay olvido (2017)
- Amores de un rato (2021)
- Todo contigo (2022)
- Fiebre (2022)